# 熊倉隆一
熊倉 隆一（くまくら りゅういち、1947年7月8日〈昭和22年〉- ）は、日本の江戸切子職人、デザイナー、教育者。有限会社熊倉硝子工芸の代表取締役会長であり、江戸切子工房「華硝（はなしょう）」の二代目当主として知られる。独自の文様開発や工房直営店の開設、職人教育を通じて江戸切子の革新と国際的普及に尽力している。

## 略歴
1946年、父である初代職人・熊倉茂吉が東京・江東区亀戸に江戸切子の工房「熊倉硝子工芸」を創業した。
熊倉隆一はこの工房を継ぐ形で江戸切子職人の道に入り、師匠である父から伝統技術を学んだ。約45年にわたり江戸切子一筋に腕を磨き、卓越した技術により精緻な文様を刻む職人として評価を確立した。父の急逝に伴い二代目として家業を本格的に引き継ぎ、バブル経済崩壊後の1990年代初頭には大手メーカー下請け中心だった体制を見直す大きな決断を下す。
1991年、下請けを辞めて工房直販によるオリジナル作品の制作・販売に乗り出し、亀戸に直営店「江戸切子の店 華硝」を開設した。江戸切子の工房が自社店舗を構えるのは業界初の試みであり、従来の流通に頼らず「自分たちで作り、自分たちで売る」独自路線を切り拓いた。工房の製造部門は熊倉隆一自身が統括し、販売は妻の熊倉節子（現社長）が担う体制で家業を発展させていった。
以後、江戸切子発祥の地・亀戸の本店のみならず2016年には東京・日本橋にも体験型直営店を開設し（約170年ぶりに日本橋に江戸切子店舗が復活）、長女の熊倉千砂都や長男の熊倉隆行（いずれも三代目）と共に後進の育成と事業拡大に努めている。2010年には職人主宰として日本初の江戸切子教室「Hanashyo’s」を開校し、若手職人の技術継承・人材育成にも取り組んだ。

## 作風と技術
熊倉隆一が直営店『華硝』を設立して以降、工房は伝統的技法を守りつつ常に新たな表現に挑戦してきた。
特徴の一つが手磨き仕上げである。量産品では化学薬品による研磨が一般的だが、華硝ではカット後のガラスを一つひとつ職人が手で研磨し、高い透明度と輝きを実現している。
もう一つの特徴がオリジナル文様の創作である。熊倉隆一は代々受け継がれてきた江戸切子の伝統文様（「魚子（ぎょし）」「麻の葉」など）に加え、独自の発想による新しい紋様を次々と生み出した。代表的な文様が糸を束ねた菊花に似た「糸菊つなぎ」と、米粒を繋いだような意匠の「米つなぎ」である。
とりわけ「米つなぎ」は極小の米粒状のカットを均一かつ迅速に彫り連ねる高度な技術を要し、華硝でも長らく熊倉隆一ただ一人しか制作できない至難の文様であった（後に長男の隆行も修行を重ね習得）。これらオリジナル文様は意匠登録もされ、華硝ブランドを象徴するデザインとなっている。熊倉隆一の作品は即興的な大胆さと優美な繊細さが絶妙に調和しており、磨き抜かれた伝統技術に独創的アイデアを加える作風が高く評価されている。
華硝オリジナル文様「米つなぎ」を施したワイングラス。同文様のグラスは2008年の北海道洞爺湖サミットにおいて各国首脳への贈呈品に選定され、以降も国家行事の記念品に度々用いられている。熟練の勘と技によって下絵なしで均整の取れた紋様を刻み出す「米つなぎ」は、一見シンプルながら高度な修練を要するカット文様である。こうした繊細な紋様を可能にする手技こそが江戸切子の付加価値であると熊倉は語っている。

## 国際活動とコラボレーション

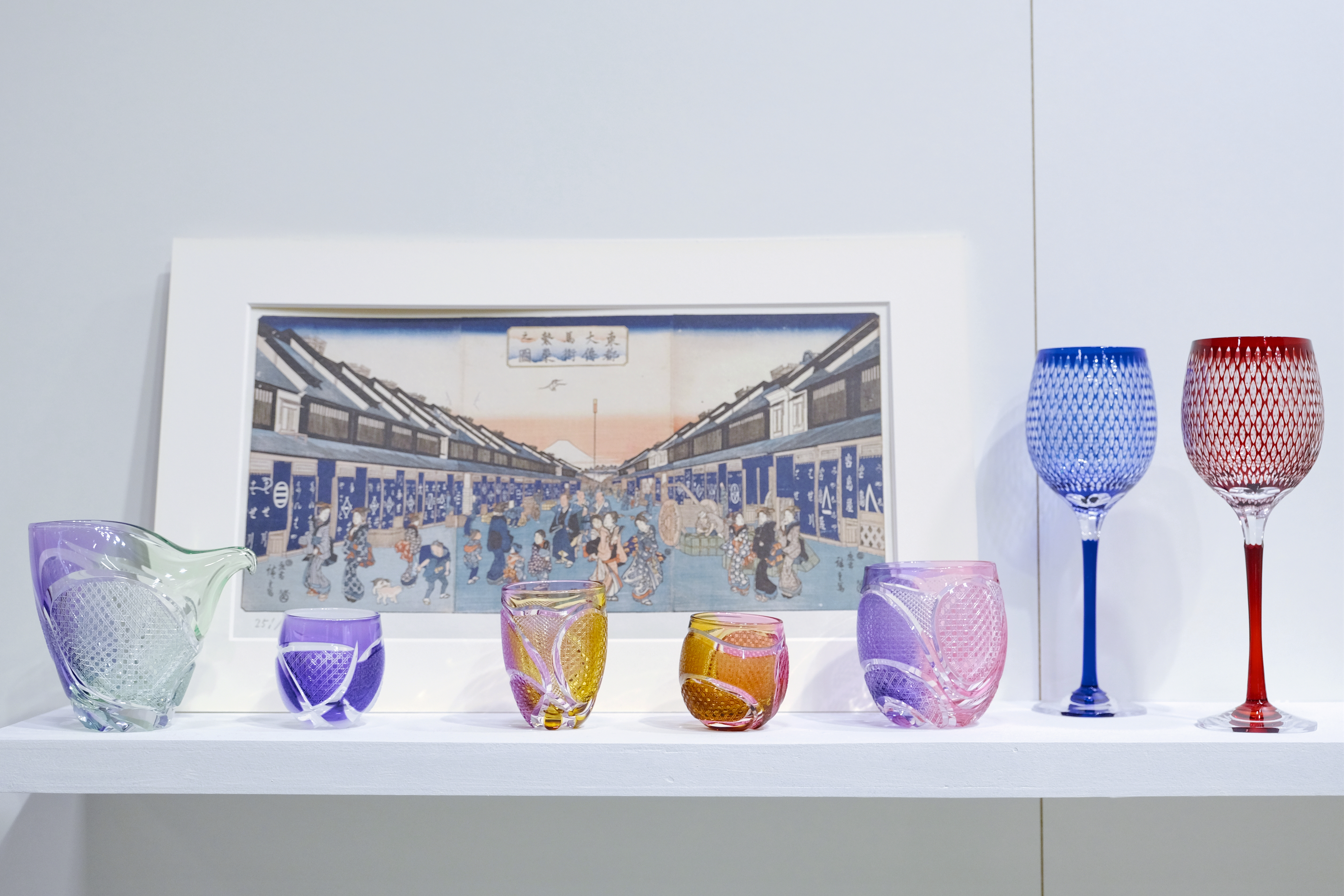
メゾンエオブジェ2025に出展

熊倉隆一は伝統を守る一方で積極的に新分野へ挑戦し、その作品と技術を国内外に発信してきた。
1990年代以降、異業種とのコラボレーションにも注力しており、高岡銅器や有田焼と組んで江戸切子のランプを制作するなど、新たな応用作品を手がけた。
江戸切子のランプ作品は国内外で高い人気を博し、海外からの受注も相次いだという。またドイツのシーボルト博物館や在英国日本大使館など海外での展覧会に作品を出展し、日本の伝統工芸として江戸切子の魅力を世界に伝えている。
2007年には経済産業省の「地域資源活用事業計画」において東京都第1号の認定を受け、職人技術と芸術性の高さが評価された。その翌年、北海道洞爺湖サミットで華硝のグラスが贈呈品に選ばれたことは国内外で大きな注目を集め、江戸切子の名声を高める契機となった。
以降も2013年のAPECや経産省クールジャパン政策の一環で海外研修の場に招かれるなど、日本を代表する中小企業・伝統工芸工房として紹介されている。2016年には「江戸東京きらりプロジェクト」に選定され、東京を代表する伝統ブランドとして発信力強化を図った。

## 受賞歴・栄典等

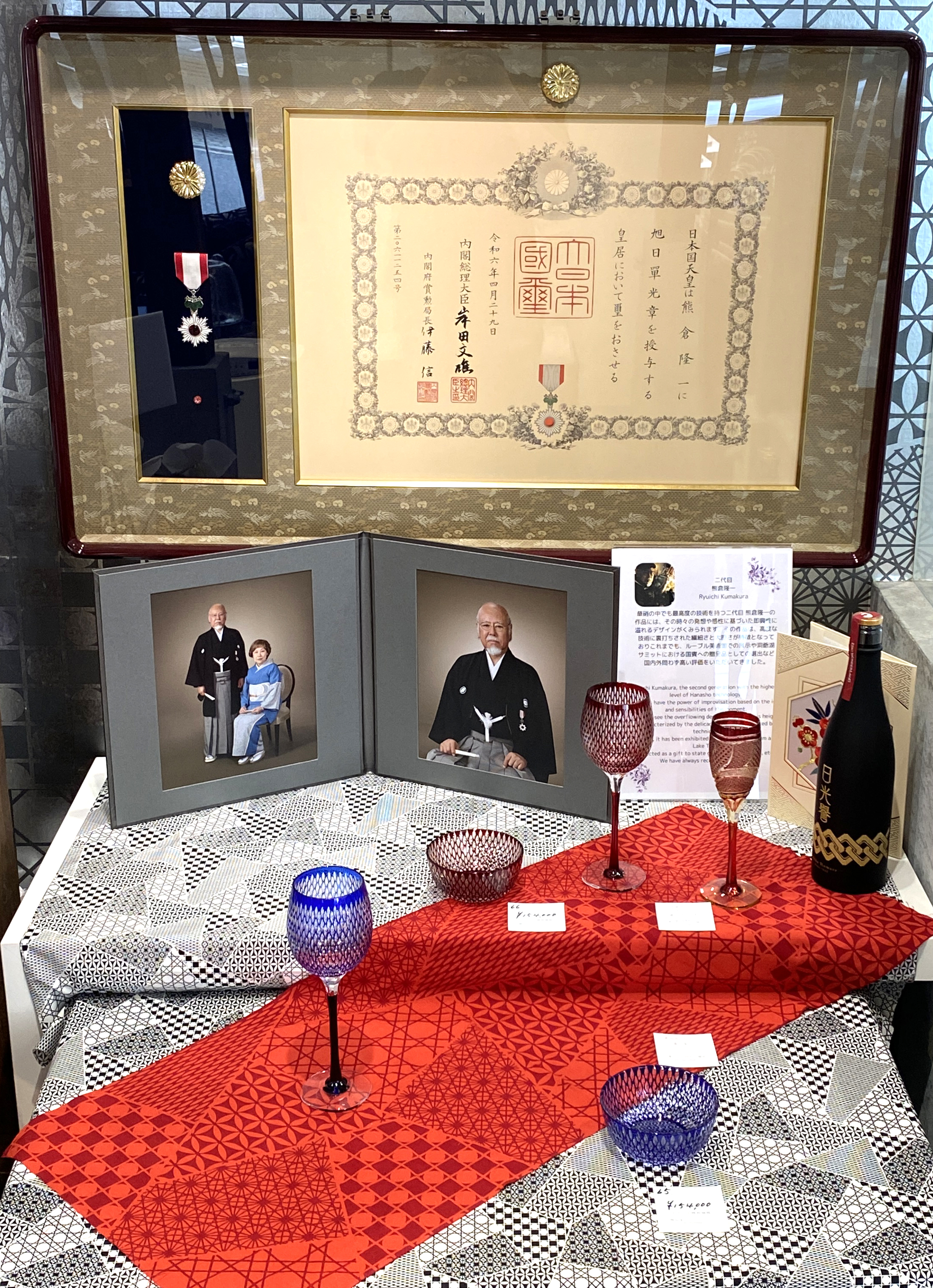
2024年に旭日単光章を受賞

- 2024年に旭日単光章を受賞伝統工芸士認定：江戸切子が1985年に東京都指定伝統工芸品となって以来、長年にわたり技術研鑽と後進育成に尽力（正式な伝統工芸士認定年は不明）。
- 経済産業省「がんばる中小企業・小規模事業者300社」（2015年） - 革新的な製品開発と海外展開が評価された。[14]
- 旭日単光章（2024年） - 江戸切子職人として初の叙勲。伝統工芸の振興への貢献が評価された[15]。

## メディア出演
熊倉隆一と華硝の取り組みは多くのメディアで取り上げられてきた。
2013年の朝日新聞デジタルマガジンの記事では「江戸切子に新風を吹き込む工房」として華硝が特集され、45年のキャリアを持つ熊倉隆一（当時65歳）が考案した「米つなぎ」文様や、直営店を開いた経緯が紹介された。
同記事では、手作業による磨きや若手中心の職人育成など、伝統に革新を起こす熊倉の姿勢がファッションニュースの文脈で伝えられている。
また経営者向け雑誌のインタビューでは、「未来に残っても恥ずかしくないものづくり」を理念に掲げる熊倉隆一の取り組みが紹介され、オリジナル文様開発や江戸切子スクール開校といった事例が取り上げられた。
このほかテレビ東京やNHKの伝統工芸特集番組、地域情報誌などにも度々出演・協力しており、江戸切子の魅力や職人の哲学を自ら語り伝える機会も多い。出版物では工芸専門誌や展覧会図録に寄稿・掲載が見られ、江戸切子の第一人者としてその名が広く知られている。